# Amédée Dubois
Pour les articles homonymes, voir Dubois.
 (juillet 2024).
Si vous disposez d'ouvrages ou d'articles de référence ou si vous connaissez des sites web de qualité traitant du thème abordé ici, merci de compléter l'article en donnant les références utiles à sa vérifiabilité et en les liant à la section « Notes et références ».
Amédée Dubois est un musicien belge, violoniste, compositeur et directeur d'école de musique né à Tournai le 17 juillet 1818 et décédé dans la même ville le 1er octobre 1865.

## Biographie
Amédée Dubois reçoit sa première formation musicale à l'École de Musique de Tournai. Il y est l'élève de Pierre Hespel (1797-1875) pour les disciplines théoriques et de Charles Moreau (1785-1857) pour le violon.
En 1836, il entre ensuite au Conservatoire royal de musique de Bruxelles où, en 1839, il obtient un Premier Prix de violon. Son talent est remarqué par le directeur de l'établissement, François-Joseph Fétis.
Violon-solo au Casino Paganini à Paris, Amédée Dubois ne tarde pas à entamer une carrière internationale qui le mène en France, en Hollande et en Allemagne. On lui propose un poste de professeur au Conservatoire royal de Bruxelles, offre qu'il décline, préférant se consacrer à l'École de Musique de Tournai dont il devient directeur en 1852. 
Compositeur, Amédée Dubois écrit des airs variés, des cantates et des ouvertures. Certaines de ses pièces sont publiées à Paris.
Son œuvre emblématique est la Cantate à la Princesse d'Espinoy (texte d'Adolphe Le Ray) composée en 1863 à l'occasion de l'inauguration de la statue de Christine de Lalaing sur la Grand Place de Tournai.
Très estimé des concitoyens, à son décès inopiné en 1865, la ville de Tournai lui fait édifier un monument, œuvre du sculpteur Barthélémy Frison (1816-1877).

## Décorations
- Chevalier de l'ordre de Léopold
- Chevalier de l'ordre de la Couronne de chêne (Luxembourg)